# Suffix
Suffix (von lateinisch suffixum „[unten] Angeheftetes“) – für bestimmte Fälle auch Endung sowie Postfix, in der traditionellen Grammatik auch Nachsilbe – ist in der Sprachwissenschaft ein Affix (unselbständiger Wortbestandteil), das seinem jeweiligen Wortstamm bzw. seiner Basis nachfolgt. Im Gegensatz dazu steht das Präfix, das seiner Basis vorausgeht.
Wie alle Affixe können Suffixe zur Wortbildung dienen, man spricht dann von Derivation, oder zur Bildung von Wortformen, also zur Flexion. Beispiele im Deutschen für Wortbildungs-Suffixe sind -ung wie in Bild-ung oder -heit wie in Schön-heit. Ein Beispiel für ein Flexionssuffix ist das Element -s zum Ausdruck des Genitivs, wie in de-s Mädchen-s.
Ein Suffix muss nicht ganz außen am Wortende stehen, denn für ein Wort sind auch mehrere aufeinanderfolgende Schritte der Suffigierung möglich. So folgen etwa in der deutschen Wortform Schönheiten die Suffixe -heit und -en aufeinander: -heit ist ein Suffix zur Basis schön und -en ist ein Suffix zur abgeleiteten Basis Schönheit.

## Begriffe und ihre Abgrenzung

### Suffix und „Nachsilbe“
Die Begriffe Suffix und Silbe gehören unterschiedlichen grammatischen Ebenen an: Suffixe sind Einheiten der Morphologie, Silben sind Einheiten der Lautstruktur (Phonologie). Die traditionelle Bezeichnung „Nachsilbe“ für ein Suffix ist daher problematisch, vor allem auch, weil sich die morphologischen und lautlichen Unterteilungen eines Wortes nicht decken müssen. Manche Suffixe enthalten gar keinen Vokal und kämen schon von daher nie als „Nachsilbe“ in Betracht, etwa -n oder -s (bei der Pluralbildung „Decke – Decken“ wird also keine Silbe hinzugefügt). Auch mit Vokal ist es für Flexionssuffixe und häufig bei Derivationssuffixen so, dass die Silbenbildung die Grenze zwischen Stamm und Suffix nicht respektiert:
morphologische Grenze: acht-en, Acht-ung
00000000f Silbengrenze: ach.ten, Ach.tung
morphologische Grenze: Kind-er
00000000f Silbengrenze: Kin.der
Ein Derivationssuffix bildet dann eine eigene Silbe, wenn seine lautliche Struktur dafür sowieso passend ist, d. h. wenn es einen Vokal enthält und mit einem Konsonanten beginnt:
morphologische Grenze: Kind-heit
00000000f Silbengrenze: Kind.heit
In solchen Fällen kann dann auch die Suffixgrenze den Ausschlag geben; dies führt zu Silbenbildungen, die nur den Konsonanten des Suffixes benutzen, obwohl die normale Silbenbildung einen größeren Silbenansatz ergäbe. Hier ist allerdings Variation möglich:
morphologische Grenze: farb-los, lieb-lich
Silbengrenze vor Suffix: farb.los, lieb.lich
alternative Sprechsilben: far.blos,  lie.blich (insbesondere süddeutsch)
In der wissenschaftlichen Handbuchliteratur wird regelmäßig darauf hingewiesen, dass Bezeichnungen wie „Vorsilbe / Nachsilbe“ wegen der Verwechslung grammatischer Ebenen ungünstig seien, obwohl sie traditionell existieren, zum Teil wird dies so auch in der wissenschaftlichen Didaktik thematisiert. In didaktischer oder für Didaktiker verfasster Literatur findet die Bezeichnung aber nach wie vor Verwendung.

### Endung
Die Bezeichnung Endung wird insbesondere in der älteren und indogermanistischen Sprachwissenschaft für Suffixe benutzt, die Flexion markieren; in diesem Kontext kann mit „Suffix“ dann ein Wortbildungssuffix gemeint sein. Jedoch ist „Flexionssuffix“ auch ein gängiger und widerspruchsfreier Ausdruck.

### Suffix und Postfix
Postfix ist ein relativ selten gebrauchter Terminus, der mit Suffix gleichbedeutend sein kann, in der slawistischen Sprachwissenschaft aber von Suffix unterschieden wird. Im spezielleren Sinn ist mit Postfix gemeint, dass ein Suffix am Wortende nach anderen Affixen erscheint, obwohl es seiner Klassifikation nach näher am Stamm stehen sollte. Das hauptsächliche Beispiel ist die Bildung von reflexiven Verben in den slawischen und baltischen Sprachen: Das Reflexiv erscheint als Affix am Wortende nach der Personalform des Verbs, obwohl es seiner Funktion nach als Wortbildung zählen und dann näher am Stamm sein sollte:
- Ukrainisch:

```
понабива-ти-ся

ponabiva-ti-sja

vollstopfen-
inf
-
refl
 = „sich drängen“
```

- Litauisch:[13]

```
dirba-mė-s

arbeiten-
1.pl-refl

„wir arbeiten für uns“
```

### Suffix, Suffixoid und Komposition
Suffixe, oder generell Affixe, werden als unselbständige, grammatische Elemente eingestuft, im Gegensatz zu Wörtern, die frei stehen können. Ein Kompositum ist dann ein Wortbildungsprodukt aus Elementen, die normalerweise auch frei als Wörter vorkommen können; Ableitung bzw. Derivation ist hingegen Wortbildung mit Affixen. Zwischen beidem gibt es jedoch einen Graubereich, der daher kommt, dass manche Einheiten sich in historischen Übergängen und Zwischenstadien zwischen beiden Kategorien befinden. Diese Zwischentypen werden manchmal auch als Suffixoide bezeichnet. Hier kann es auch Meinungsverschiedenheiten in der Literatur geben, ob es sich um Suffixe handelt oder nicht.
Suffixoide begegnen im Deutschen oft bei der Bezeichnung von Kollektiva. In diesen Bildungen lassen sich deutlich noch Substantive erkennen, die aber verblasst sind und nicht mehr ihre volle Bedeutung aufweisen:
- -werk wie in Busch → Buschwerk (bedeutungsähnlich wie Gebüsch), ebenso Ast-werk (vgl. „Geäst“), Schuh-werk („(Art der) Schuhe“)
- -zeug: Spiel-zeug, Schreib-zeug, Näh-zeug, Flick-zeug …
- -wesen: Finanz-wesen, Gesundheits-wesen, Rettungs-wesen …

Ajektivische Suffixoide:
- -arm (nicht wörtlich wie in „Armut“): salz-arm, natrium-arm, regen-arm...
- -frei (nur: etwas nicht haben oder nicht erfordern): bündnis-frei, bügel-frei (letzteres von einem Verb abgeleitet).

## Suffixe im Deutschen

### Flexionssuffixe
Im Deutschen wird sämtliche Flexion, die durch Affixe ausgedrückt wird, in Form von Suffixen ausgedrückt (daneben gibt es Stammveränderung). Beim Substantiv und beim Verb gibt es in geringem Umfang Fälle, die als Reihungen von zwei Suffixen analysiert werden können (wobei es hierzu auch Kontroversen gibt):
- Tag – (Nom.) Plural: Tag-e – Dativ Pl.: (an den) Tag-e-n

Vgl.: Kind – Kind-er – Kind-er-n
- sag(en) – Präteritum 2. Pers.: (du) sag-te-st

Bei der Flexion von Adjektiven gibt es keine Möglichkeit einer solchen Auftrennung.

### Wortbildung
In der Wortbildung des Deutschen spielen Suffixe die größte Rolle bei Nomina / Substantiven; hier gibt es zwar auch einige Präfixe, aber wesentlich mehr Suffixe.
Beim Verb hingegen ist es umgekehrt: Hier geschieht der allergrößte Teil der Wortbildung stattdessen durch Präfixe und Partikeln. Produktiv sind nur drei Ableitungstypen mit Suffixen, die Verben erzeugen:
- -ieren, teils auch mit Erweiterungen, wie in: „Spion“ → „spion-ieren“; „Ion“ → „ion-isieren“;  „Klasse“ → „klass-ifizieren“
- „fest“ → „fest-igen“
- „hust(-en)“ → „hüst-el-(n)“; auch: „blöd“ → „blöd-el-(n)“ (die Infinitivendung reduziert sich nach r/l regelmäßig zu -n).

#### Substantivbildende Suffixe
Einige häufige Suffixe, die Substantive erzeugen, sind:
- -heit / -keit (Adjektiv → Substantiv): „Schön-heit“, „Heiter-keit“, „Sorglos-ig-keit“
- -e (Verb → Substantiv): „Such-e“, „Lüg-e“
- -ei / -erei: 1. (Verb → Substantiv): „Zauber-ei“, „Such-erei“, „Streit-erei“; 2. (Substantiv → Substantiv): „Kantor-ei“, „Bäckerei“
- -ung (Verb → Substantiv): „Verantwort-ung“
- -ling (Verb, Adjektiv → Substantiv): „Lehr-ling“, „Schütz-ling“, „Schön-ling“, „Günst-ling“, „Flücht-ling“, „Früh-ling“

Manche Suffixe verlangen zusätzlich Umlaut im Wortstamm (falls ein solcher verfügbar ist), allerdings ist dieses Phänomen nicht in allen Fällen regelmäßig:
- -er (Verb → Substantiv): „kauf- → Käuf-er“, „trag- → Träg-er“. Aber: „Mal-er“, „Schalt-er“
- -in (Substantiv (mask.) → Substantiv (fem.); „Movierung“): „Koch → Köch-in“, „Bauer → Bäuer-in“, „Franzose → Französ-in“. Aber: „Bulgar-in“, „Maler-in“, „Sklav-in“[19]
- -chen / -lein (Substantiv → Substantiv (diminutiv)):  „Hund → Hünd-chen“,  „Bach → Bäch-lein“ (dazu viele weitere dialektale Varianten).
- -e (Adjektiv → Substantiv): „blass → Bläss-e“, „gut → Güt-e“.[20]

#### Adjektivbildende Suffixe
Einige häufige Adjektivierungssuffixe sind:
- -lich 1. (Substantiv → Adjektiv): „Mann“ → „männ-lich“, „Vertrag“ → „vertrag-lich“; 2. (Verb → Adjektiv): „vertrag(-en)“ → „verträg-lich“
- -bar (Verb → Adjektiv): „wasch(-en)“ → „wasch-bar“
- -los (Substantiv → Adjektiv): „mühe-los“

#### Adverbbildende Suffixe
Adverbien können auch durch Suffixe gebildet werden (siehe auch unter Adverb #Abgeleitete Adverbien im Deutschen); anders als bei den anderen Wortarten gibt es hier keine Präfixe. Beispiele:
- -s 1. (Substantiv → Adverb): „mittag-s“ (siehe auch Adverb #Adverb und Substantiv); 2. (Adjektiv (Superlativ) → Adverb): „schnell-st-en-s“
- -maßen (Adjektiv → Adverb): „bekannt-er-maßen“
- -weise (Adjektiv → Adverb): „fälschlich-er-weise“ (mit -er als Interfix oder Zusammenfassung zu „-erweise“)[23]

### Entlehnungen
Wortbildungsaffixe können auch aus anderen Sprachen entlehnt werden. Im Deutschen und vielen anderen Sprachen geschieht dies vor allem bei wissenschaftlichen Begriffen. Siehe hierzu: Liste griechischer Suffixe und Liste lateinischer Suffixe.

### Ortsnamen
In deutschen Ortsnamen sind teilweise spezielle Suffixe auszumachen. Sie bilden Örtlichkeitsbezeichnungen z. B. aus Pflanzennamen (Eschede „Eschenort“, Fehrbellin „Weidenort“ zu slawisch verba „Weide“) oder Einwohnernamen aus Personennamen (z. B. Göppingen „bei den Leuten des Geppo“). Patronyme Suffixe geben Hinweise auf den Namen des Gründers oder einer wichtigen Person im Ortsnamen (Patron), z. B. Rochlitz zum slawischen Vornamen Rochol, Jülich (← Juliacum) nach Julius Caesar. Ein bedeutender Teil dieser Elemente in Ortsnamen gehen auf Komposita zurück, zum Beispiel mit -hausen, -heim, -hof. Sie wurden in der Sprachgeschichte zu Suffixen verschliffen; z. B. -heim/-hausen zu -em, -en, -um wie in altsächsisch *Ōdfrīdes hūsun → Otfredessen (1542) → Othfresen (Landkreis Goslar).